# Gospina crkva u Trieru
Gospina crkva u Trieru (njemački: Liebfrauenkirche) se nalazi odmah do Trierske katedrale u samom centru grada. Ona je s Crkvom sv. Elizabete u Marburgu, najstarija gotička crkva u Njemačkoj, i najvažniji primjer ranogotičke centralne građevine.
Od 1986. god., Gospina crkva je dio UNESCO-ove svjetske baštine u Trieru koji, pored ove crkve, uključuje i rimske spomenike (Porta Nigra, Amfiteatar u Trieru, itd.) i Triersku katedralu.

## Povijest
Nadbiskup Theoderich von Wied je započeo s izgradnjom crkve 1230. god., nakon što je stara zgrada iz vremena cara Konstantina Velikog, nakon tisuću godina, bila toliko oštećena da je morala biti srušena. U izgradnji su korišteni temelji ove prethodne crkve. Točan datum izgradnje može se odrediti prema natpisu na stupu u unutrašnjosti: "Izgradnja ove crkve započela je 1227. a završila 1243. god." Gradili su je graditelji i umjetnici iz francuske pokrajine Lorraine u kojoj je već bila jako razvijen gotički stil. Građevina je jedan od prvih njemačkih svjedodžbi francuske gotike i jedna od rijetkih crkava centralnog tipa. 
Veliki dio je završen oko 1243. god.kada umire njen glavni pokrovitelj, nadbiskup Teodorik. Gradnja se usporava i oko 1260. god. je vjerojatno dovršena. God. 1492., izgrađen je visoki toranj s lanternom s koje gje bio moguć divan pogled na grad, ali je stradao u oluji 1631. god. i otada je dugo toranj imao ravan krov, koji je 2003. god. opet zamijenjen nešto strmijim.
Gospina crkva je liturgijski bila dio katedrale, te katedralni mauzolej, a postoji i prolaz koji povezuje ove dvije građevine koji se koristio u porcesijama Svete tunike. Nakon okupacije francuske revolucionarne vojske (1794.) liturgija katedrale i Gospine crkve je odvojena, a većina grobova iz crkve je uklonjeno. Napoleon, prema legendi, nije imao srca srušiti ovo remek-djelo francuskog graditeljstva, ali je dao srušiti susjednu crkvu sv. Lovre, tako da crkva danas pripada Gospinoj opatiji sv. Lovre. Portal između katedrale i Gospine crkve je bio zazidan i koristio se kao Gospin oltar, no povodom procesije Svete tunike 1959. god. portal je ponovno otvoren i nakon obnove katedrale postavljena su drvena vrata kojima je ponovno spojena s katedralom.
Gospina crkva je 1951. god. dobila titulu papinske bazilike zbog pažljive obnove nakon Drugog svjetskog rata pri kojoj se pazilo na odrednice Drugog vatikanskog koncila i oltar se smjestio u središte crkve.
Crkva se trenutačno obnavlja (od 2008.) i očekuje se da će biti otvorena za posjetitelje 2011. god.